# Bourmont-entre-Meuse-et-Mouzon
Bourmont-entre-Meuse-et-Mouzon  is een fusiegemeente (commune nouvelle) in het Franse departement Haute-Marne in de regio Grand Est. De gemeente maakt deel uit van het arrondissement Chaumont en van de intercommunalité Communauté de communes Meuse Rognon. Bourmont-entre-Meuse-et-Mouzon telde op 1 januari 2022 751 inwoners.

## Geschiedenis
Bourmont-entre-Meuse-et-Mouzon is gevormd bij besluit van 23 mei 2016 door de samenvoeging vanaf 1 juni 2016 van de gemeenten Bourmont en Nijon. Bij besluit van 18 september 2018 werd per 1 januari 2019 daar nog de gemeente Goncourt aan toegevoegd. Op 1 januari 2020 kreeg Gonaincourt, dat sinds 1 februari 1973 onderdeel was van de gemeente Nijon, net als de 3 andere voormalige gemeenten de status van commune déléguée van Bourmont-entre-Meuse-et-Mouzon.

## Geografie
De oppervlakte van Bourmont-entre-Meuse-et-Mouzon bedroeg op 1 januari 2022 42,55 vierkante kilometer; de bevolkingsdichtheid was toen 17,6 inwoners per km².
De onderstaande kaart toont de ligging van Bourmont-entre-Meuse-et-Mouzon met de belangrijkste infrastructuur en aangrenzende gemeenten.